# Gerd Kanter
Gerd Kanter (Tallinn, 6. svibnja 1979.) je estonski atletski predstavnik i aktualni svjetski prvak i olimpijski pobjednik u bacanju diska.
Prvi veći uspjeh koji je ostvario u karijeri bilo je osvajanje srebrnog odličja na SP u Helsinkiju 2005. Iste godine osvaja zlato na Univerzijadi u turskom Izmiru, te srebro na svjetskom atletskom finalu u Monte Carlu. Godinu poslije kiti se i naslovom europskog doprvaka, te ponovo osvaja drugo mjesto na svjetskom atletskom finalu. U 2007. postao je iznenađujući svjetski prvak na Svjetskom prvenstvu u Osaki, pobijedivši velikog rivala i najvećeg konkurenta za zlatno odličje, Litavca Virgilijusa Aleknu.
Najveći uspjeh u svojoj karijeri ostvario je na Olimpijskim igrama u Pekingu, gdje je osvojio zlatno odličje.